# Aleksije Komnen Paleolog
Aleksije Komnen Paleolog (Ἀλέξιος Κομνηνός Παλαιολόγος) (? – 1203.) bio je grčki plemić i despot. Poznat je po tome što je bio praotac Paleologa.
Nije poznato kada je rođen te se ime njegove majke ne zna. Otac mu je bio Georgije Paleolog, sin ili unuk drugog Georgija Paleologa. Aleksije je bio član bogate obitelji te rođak jednog drugog Aleksija Paleologa. Osim što je bio Paleolog, Aleksije je bio i Komnen preko svoje bake.
Ime Aleksijeve prve žene nije nam poznato. Opisana je kao veoma lijepa žena, ali se Aleksije od nje rastao kako bi mogao s pompom oženiti princezu Irenu Komnenu Anđelinu, kćer cara Aleksija III. Anđela. Aleksije je tako postao nasljednik prijestolja te je caru bio vjeran, ali sam nikada nije postao car jer ga je smrt spriječila. Aleksije je riješio problem koji je caru zadao pobunjenik Ivan Komnen Debeli, čija je majka bila Marija Komnena te je moguće da je ta žena bila bliska Aleksijeva rođakinja.

## Obitelj
Aleksije i Irena bili su roditelji kćeri Teodore Paleolog, koja se udala za Andronika Paleologa (svog bratića) i rodila cara Mihaela VIII. On je bio otac Marije i Irene, kao i Andronika II. Paleologa.